# Impero Khmer
L'Impero Khmer ebbe centro in quella che oggi è la Cambogia e in alcuni periodi estese la sua influenza su buona parte degli odierni territori di Thailandia, Laos e Vietnam meridionale.
Il centro del suo potere e splendore fu la pianura alluvionale a nord del lago Tonle Sap, dove giace l'eredità più grande che ci ha lasciato: Angkor, nell'odierna provincia di Siem Reap. Il sito archeologico, uno dei più vasti e importanti dell'Asia, ospitò diverse capitali del regno e testimonia lo splendore e la ricchezza dell'Impero Khmer.
L'inizio dell'era angkoriana della storia khmer è fissata convenzionalmente nell'anno 802, anno in cui Jayavarman II si fece proclamare cakravartin (monarca universale), a sanzione rituale dell'indipendenza del proprio dominio. Allo stesso modo la sua fine viene posta al 1431, anno in cui l'invasione thailandese, peraltro non la prima, pose il sigillo a una fase di declino e spopolamento della regione portando allo spostamento del centro politico ed economico verso sud-est, lungo il Mekong.

## Storia

### Le fonti
Problema rilevante nel delineare la storia khmer è la mancanza di fonti: le uniche tracce scritte pervenute sono infatti iscrizioni su pietra. Le più antiche finora ritrovate risalgono ai primi decenni del VII secolo, all'epoca del regno (o meglio dei regni) di Chenla, quando il processo cosiddetto di "indianizzazione" era già avvenuto. Iscrizioni apparentemente indirizzate agli dei, che elogiano azioni di re e aristocratici come la fondazione di templi (offrendo datazioni spesso certe), offerte, genealogie e vittorie militari, sono redatte in versi in sanscrito. Le iscrizioni in khmer sono invece in prosa e riguardano questioni più pratiche, come registrazioni dettagliate sull'attività, i beni o la manodopera dei templi.
L'odierna conoscenza storica della civiltà Khmer deriva quindi principalmente da:
- scavi archeologici, ricostruzioni e indagini;
- iscrizioni su stele e su pietra nei templi (gli unici edifici sopravvissuti, in quanto costruiti in pietra);
- bassorilievi che raffigurano eventi bellici, vita di palazzo, miti ed, in alcuni casi, anche la vita di tutti i giorni;
- resoconti e cronache di diplomatici, mercanti e viaggiatori, perlopiù cinesi.

### Jayavarman II - il fondatore di Angkor
La ricostruzione storiografica della fondazione di Angkor è basata principalmente sull'interpretazione delle iscrizioni presenti sulle steli di fondazione dei templi. In particolare l'iscrizione «K.235» del tempio di Sdok Kok Thom, datata al 1053, descrive due secoli e mezzo di storia khmer dal punto di vista della famiglia patrona del tempio, i cui membri prestavano servizio come religiosi shivaiti di alto rango presso la corte.
Secondo una prima interpretazione di essa da parte di studiosi francesi come George Coedès, Jayavarman II era un principe che viveva presso la corte dei Sailendra, nell'allora potente Regno di Giava, probabilmente come ostaggio. Ritornato in patria nell'anno 800 come loro vassallo, vi importò l'arte e la cultura giavanesi. Aumentò rapidamente la propria influenza sui vari regni e principati che costituivano il regno di Chenla, in un'area compresa tra il Tonle Sap e il Mekong. Dalla sede originale del suo potere, Indrapura, si spostò quindi nella fertile area a nord del grande lago, in una successione di sedi diverse tra le quali è stata inclusa anche Hariharalaya. Nell'802 si fece proclamare Chakravartin ("Re del Mondo", secondo un rito della tradizione indù) sul monte Mahendra, identificato come l'odierno Phnom Kulen, attestando contemporaneamente l'indipendenza del regno da Giava.
Le interpretazioni più moderne (Jacques, Vickery) legano Jayavarman ai vicini Cham, con i quali i Khmer interagirono a volte pacificamente a volte violentemente per gran parte della loro storia. Secondo queste ipotesi, la carriera politica di Jayavarman iniziò in un'area della Cambogia orientale confinante con i Cham, il regno di Vyadhapura, e molti dei templi Khmer più antichi (come Aram Rong Cen e Prasat Thmar Dap, sul Phnom Kulen) mostrano influenze Cham e Giavanesi.
Jayavarman II morì nell'834.

### Yasodharapura - la prima città di Angkor

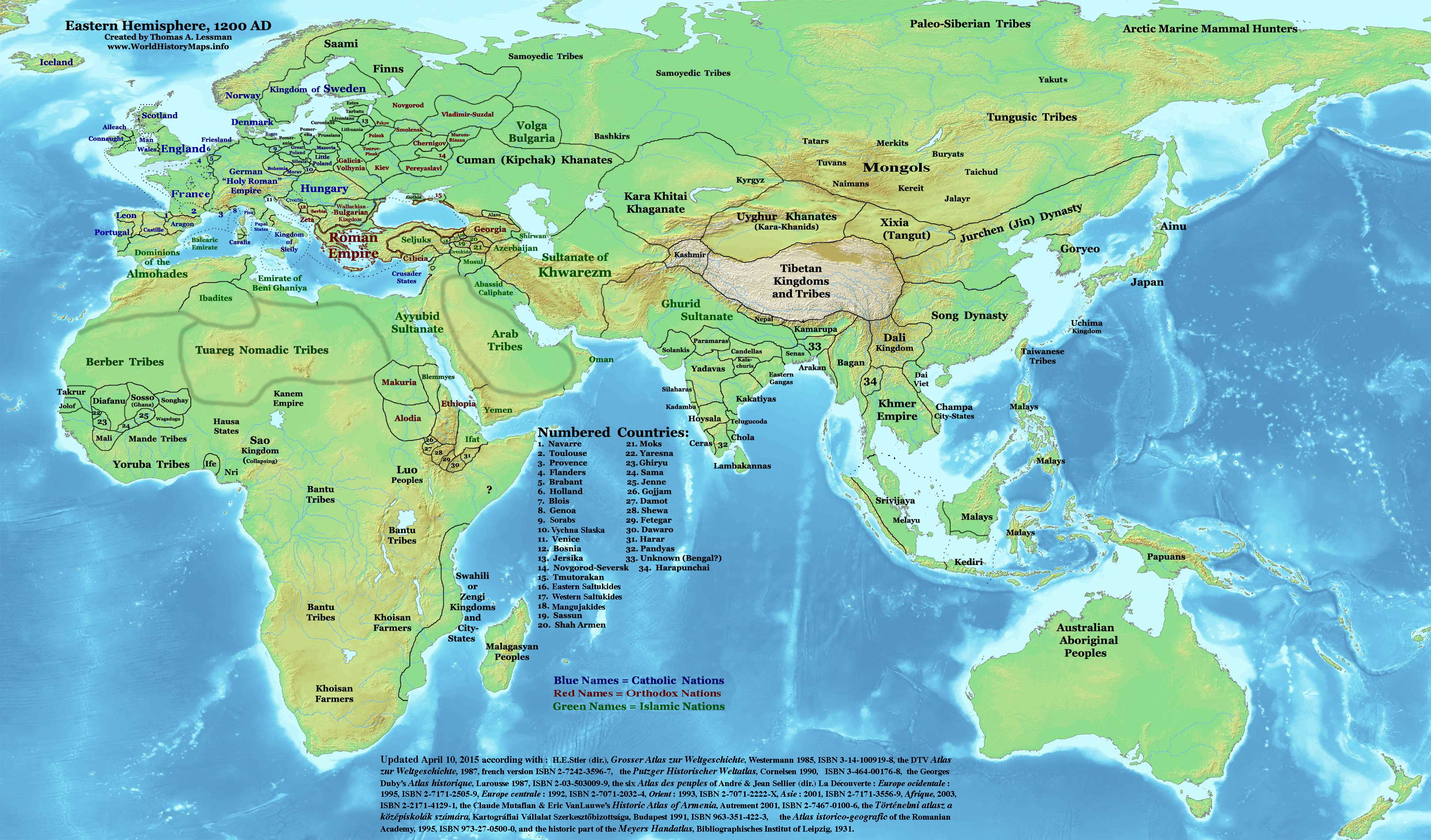
Mappa dell'Asia e dell'Europa intorno al 1200 circa, durante l'epoca d'oro dell'Impero Khmer.

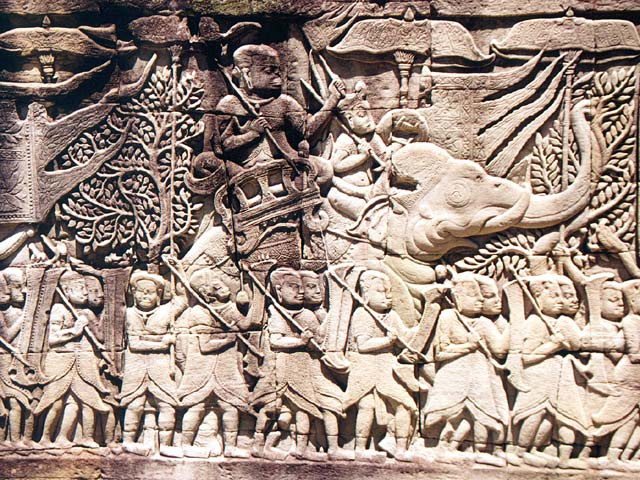
Un rilievo del dodicesimo o tredicesimo secolo presso il tempio di Bayon (ad Angkor) che ritrae l'armata Khmer che va in guerra contro il Champa.

Il successore di Jayavarman II continuò a allargare i confini del regno di Kambuja. Indravarman I (re nel periodo 877-889) riuscì a espandere il regno senza intraprendere guerre e iniziò vari progetti di edifici, grazie alla ricchezza acquisita con il commercio e l'agricoltura. Le opere più importanti furono il tempio di Preah Ko e i lavori di irrigazione. Dopo di lui regnò il figlio Yasovarman I (re nel periodo 889-915), che fondò una nuova capitale Yasodharapura, la prima città di Angkor.
Il tempio centrale della città fu costruito a Phnom Bakheng, una collina che si eleva per 66 metri al di sopra della piana su cui giace Angkor. Sotto Yasovarman I fu costruito anche il Baray orientale, un enorme serbatoio d'acqua di 7,5 x 1,8 km.
All'inizio del decimo secolo il regno si divise. Jayavarman IV fondò una nuova capitale a Koh Ker, circa 100 km a nord est di Angkor. Solo con Rajendravarman II (che regnò nel periodo 944-968) il palazzo reale ritornò a Yasodharapura. Egli rivitalizzò gli estesi schemi costruttivi dei re che lo avevano preceduto e costruì una serie di templi nell'area di Angkor; non ultimo fu il Mebon orientale, posto su un'isola nel mezzo del baray orientale, e diversi templi e monasteri buddisti. Nel 950 scoppiò la prima guerra a oriente tra la Kambuja e il regno di Champa (nella parte centrale dell'odierno Vietnam).
Dal 968 al 1001 regnò Jayavarman V, il figlio di Rajendravarman II. Dopo essersi affermato come nuovo re sopra gli altri principi, governò per un lungo periodo di pace, segnato da prosperità, crescita culturale e tolleranza religiosa: il Buddhismo Mahāyāna aumentò la sua influenza, malgrado Jayavarman V professasse la fede induista (in particolare era un adoratore di Shiva). Fondò una nuova capitale a Jayenanagari vicino a Yashodharapura. Alla corte di Jayavarman V vivevano filosofi, letterati e artisti. Furono anche costruiti nuovi templi: i più importanti sono quelli di Banteay Srei, considerati tra i più belli e artistici di Angkor, e di Ta Keo, il primo tempio di Angkor interamente costruito in pietra arenaria, ma lasciato incompiuto a seguito di un evento infausto avvenuto durante la costruzione.
Dopo la morte di Jayavarman V seguì un decennio di conflitti. I diversi re duravano pochi anni, ed erano spodestati con la violenza dai successori, finché Suryavarman I (che regnò nel periodo 1010-1050) non salì al trono. Il suo governo fu segnato da ripetuti tentativi dei suoi oppositori di spodestarlo e dalle sue conquiste militari. A occidente estese i territori khmer sottomettendo i Mon del Regno di Lavo, l'odierna Lopburi nella Thailandia Centrale. A sud-ovest si espanse verso l'istmo di Kra a seguito di un'alleanza con la dinastia indiana dei Chola, la cui invasione di Sumatra e della penisola malese ridusse l'influenza marittima dell'Impero Srivijaya e impose la suzeraineté khmer sul Regno di Tambralinga.. Sotto il regno di Suryavarman I cominciò la costruzione del Baray occidentale, il secondo serbatoio d'acqua di 8 x 2,2 km, ancora più grande del precedente Baray orientale.

### Suryavarman II - Angkor Wat
L'undicesimo secolo fu un periodo di conflitti e di lotte per il potere spesso brutali. Solo con Suryavarman II, che regnò dal 1113 al 1150, l'impero venne unificato e ampliato. Durante il suo governo fu costruito Angkor Wat, il più grande tempio di Angkor, dedicato al dio Visnù. Suryavarman II conquistò a nord-ovest diversi territori dei mon di Dvaravati. Dopo aver definitivamente preso il controllo del Regno di Lavo, che si era reso indipendente dai khmer, attaccò invano l'altro regno mon di Haripunjaya, l'attuale Lamphun nella Thailandia del Nord. Conquistò altri territori a ovest, verso il confine con i birmani del Regno di Pagan, a sud, nella penisola malese, ripristinò la suzeraineté Khmer sul regno di Tambralinga (corrispondente più o meno all'odierna provincia thailandese di Nakhon Si Thammarat), a oriente si impadronì di diverse province del Champa, mentre a nord si espanse fino ai confini meridionali dell'odierno Laos.
La fine di Suryavarman II non è stata chiarita. L'ultima iscrizione che accenna al suo nome è del 1145 in relazione a un'invasione pianificata del Regno Champa. Probabilmente morì durante una spedizione militare tra il 1145 e il 1150. Seguì quindi un altro periodo in cui molti re regnarono brevemente e furono rovesciati con la violenza dai successori. Le armate dei Chăm approfittarono dell'instabilità creatasi nel 1177, sconfiggendo la Kambuja in una battaglia navale sul lago Tonle Sap e annettendola come provincia del Regno Champa.

### Jayavarman VII - Angkor Thom
Il re Jayavarman VII (che regnò dal 1181 al 1219) fu già un condottiero militare sotto i precedenti re. Dopo che il Regno Champa conquistò Angkor, riunì un'armata e riguadagnò la capitale Yasodharapura. Nel 1181 salì al trono e continuò la guerra contro il vicino regno orientale per altri 22 anni, finché i Khmer non sconfissero il Champa nel 1203 e conquistarono gran parte del suo territorio.
Jayavarman VII fu l'ultimo dei grandi re di Angkor, non solo per la guerra vinta contro il Champa, ma anche perché non regnò come un tiranno (come avevano invece fatto i suoi immediati predecessori) ed unificò l'impero, e soprattutto per i progetti di costruzione portati avanti sotto il suo governo. Fu costruita una nuova capitale e fu chiamata Angkor Thom (letteralmente "Grande Città"). Al suo centro, il re (seguace del Buddhismo Mahāyāna) costruì il tempio di Bayon, le cui torri avevano ai 4 lati il viso del bodhisattva Avalokiteśvara, alto diversi metri e scavato nella pietra. Altri templi importanti costruiti sotto Jayavarman VII furono Ta Prohm, Banteay Kdei e Neak Pean, così come il serbatoio di Srah Srang. Accanto a tutto questo fu costruita una fitta rete di strade che collegavano ogni città dell'impero. Lungo queste strade furono costruite 121 "alberghi" per mercanti, ufficiali e viaggiatori. Fece costruire anche 102 ospedali.

### Zhou Daguan - l'ultimo periodo fiorente
Alla morte di Jayavarman VII, suo figlio Indravarman II (che regnò dal 1219 al 1243) salì al trono. Era buddista come suo padre, e terminò una serie di templi da lui iniziati. Non ebbe altrettanto successo come guerriero. Nel 1220 i Khmer si ritirarono da molte province precedentemente conquistate dal Champa. A ovest, i sudditi thai si ribellarono, fondando il primo regno siamese a Sukhothai e spinsero indietro i Khmer. Nei 200 anni che seguirono i siamesi divennero i rivali più importanti della Kambuja.
A Indravarman II succedette Jayavarman VIII (dal 1243 al 1295). Al contrario dei suoi predecessori, era un induista ed un forte oppositore del buddismo. Fece distruggere la maggior parte delle statue di Buddha dell'impero (gli archeologi stimano che fossero più di 10000, delle quali rimangono solo poche tracce), e trasformò i templi buddisti in templi induisti. L'impero fu minacciato nel 1283 dai Mongoli guidati da Sagatu, un generale di Kublai Khan. Il re evitò la guerra con il potente rivale, che a quel tempo governava tutta la Cina, pagandogli un tributo annuale. Verso la fine del suo regno, i siamesi del Regno di Sukhothai posero fine all'egemonia khmer sulla penisola malese e su Tambralinga, che durava da oltre 150 anni. Nel 1295 Jayavarman VIII abdicò in favore del genero Srindravarman, che regnò fino al 1309. Il nuovo re impose come religione di Stato il Buddhismo Theravada, una scuola di buddhismo che era giunta nel Sud-est asiatico dallo Sri Lanka, e che in quel periodo si affermò in tutta la regione.
Nell'agosto del 1296, l'ambasciatore cinese Zhou Daguan giunse ad Angkor e rimase alla corte del re Srindravarman fino al luglio 1297. Non fu né il primo né l'ultimo rappresentante della Cina a visitare la Kambuja. La sua permanenza fu importante, Zhou Daguan scrisse un resoconto dettagliato della vita di Angkor che è una delle fonti più importanti per la comprensione storica della capitale Khmer. Accanto alle descrizioni di molti grandi templi come il Bayon (del quale mise in risalto le torri, a quel tempo coperte d'oro), il Baphuon e Angkor Wat, il testo offre anche importanti informazioni sulla vita quotidiana, sugli usi e costumi degli abitanti di Angkor.

### Il declino
Ci sono pochi documenti del periodo seguente il regno di Srindravarman. L'ultima iscrizione conosciuta è su una colonna e risale al 1327. Non fu costruito nessun altro tempio di grandi dimensioni. Gli storici sospettano che ci sia un legame con l'adozione da parte dei re del Buddhismo Theravada: essi non erano più considerati dei "devarajas", e non c'era bisogno di costruire degli enormi templi per loro, e neanche agli dei sotto la cui protezione essi vivevano. Il non esser più considerati dei devaraja può aver portato ad una perdita del potere reale e quindi ad una carenza di manodopera. Anche gli apparati per la gestione delle acque si deteriorarono, cosicché i raccolti si ridussero a causa delle inondazioni e della siccità. Mentre in precedenza era possibile avere tre raccolti di riso l'anno (che contribuì non poco al potere e alla ricchezza della Kambuja), la diminuzione dei raccolti indebolì ancora di più l'impero.
Un ruolo decisivo nel declino dei khmer lo ebbe l'affermazione e la progressiva espansione dei popoli tai nella periferia occidentale dell'impero. Il primo Stato tai a emanciparsi dall'influenza dei khmer fu il Regno di Sukhothai, fondato nel 1238 da Sri Indraditya, governatore siamese di una provincia del Regno di Lavo, vassallo dei khmer. L'espansione di Sukhothai cacciò i khmer dalla penisola malese e dalla sponda occidentale del Chao Phraya, il fiume principale dell'odierna Thailandia Centrale. Nell'estremo nord-ovest dei possedimenti khmer, nel 1292 i tai yuan (un'altra etnia della famiglia tai) del Regno di Ngoenyang conquistarono Haripunjaya e fondarono il Regno Lanna, guidati dal condottiero Mengrai il Grande.
Nel 1350 Ramathibodi I fondò il regno siamese di Ayutthaya, che assorbì il Regno di Lavo. Il nuovo regno siamese si ingrandì in breve tempo conquistando territori appartenenti sia a Sukhothai che ad Angkor, delle quali decretò il declino. Secondo alcune fonti, le armate di Ayutthaya espugnarono Angkor dopo un lungo assedio nel 1353, secondo altre nel 1369. Il sovrano Lampong Reachea morì durante l'assedio e Ramathibodi affidò il governo al proprio figlio Principe Chao Basath. Questi morì due anni dopo e venne sostituito dal fratello Chao Baat, che morì dopo tre mesi e venne a sua volta sostituito da un altro figlio di Ramathibodi, Chao Kambang-Pisey. In questo modo il glorioso Impero Khmer divenne uno Stato vassallo di Ayutthaya. La conquista di Angkor portò anche all'annessione di diversi territori khmer nelle odierne zone della Thailandia dell'Est.
Le insegne regali khmer furono poste in salvo dal Principe Soriyotei e da un gruppo di aristocratici che fuggirono nell'odierno Laos, da dove organizzarono la resistenza ai siamesi. Nel 1354, i principati laotiani vassalli dei khmer furono unificati da Fa Ngum, che divenne così il fondatore del Regno Lan Xang, il primo Stato autonomo laotiano. Tale regno, nel corso dei successivi tre secoli, avrebbe costituito un severo ostacolo per le ambizioni espansionistiche siamesi verso oriente. Soriyotei tornò ad Angkor nel 1357, al comando di un esercito organizzato con l'aiuto di Re Fa Ngum, si riprese il trono cacciando i siamesi, il cui viceré Chao Kambang-Pisey venne dato per disperso.

### La fine di Angkor e i secoli oscuri della Cambogia
Nel 1431, le armate siamesi di Ayutthaya conquistarono nuovamente Angkor e la distrussero. L'evento segnò la fine dell'influenza khmer nel Sudest asiatico e il Paese precipitò nel lungo periodo conosciuto come gli "anni oscuri della Cambogia", in cui divenne vassallo alternativamente dei siamesi e dei vietnamiti.
Con la caduta di Angkor, la corte khmer si spostò a sud-est, nella regione dell'odierna Phnom Penh. Esistono diverse indicazioni che Angkor non fu completamente abbandonata ma vi rimase una discendenza dei re khmer, mentre una seconda linea di discendenza creò il nuovo Stato nella zona di Phnom Penh. L'ultimo decadimento di Angkor fu quindi dovuto al trasferimento del potere economico (e insieme anche quello politico), cosicché Phnom Penh divenne un importante centro commerciale del Mekong. La costruzione di edifici troppo costosi, i conflitti interni alla famiglia reale e le invasioni siamesi segnarono la fine dell'Impero Khmer.
Tra i principali motivi che decretarono la fine dell'Impero vi furono il crollo delle infrastrutture e la mancata attenzione alle istanze ambientali. Secondo il "Greater Angkor Project", i Khmer avevano un elaborato sistema di serbatoi e canali usati per il commercio, l'irrigazione, gli spostamenti e la raccolta del riso. Con l'aumento della popolazione, fu modificato il sistema di controllo delle acque; furono tagliati molti alberi e le colline di Kulen furono ripulite per far spazio ai campi di riso. Tutto questo fece sì che la pioggia, scorrendo, portasse i sedimenti nella rete dei canali, danneggiando il sistema delle acque con gravi conseguenze ambientali ed economiche.
I Khmer tornarono temporaneamente a popolare Angkor durante il regno di Barom Reachea I (dal 1566 al 1576), che respinse i siamesi e trasferì la corte nella vecchia capitale. Dal diciassettesimo secolo ci sono iscrizioni che testimoniano degli insediamenti giapponesi in città. La più nota iscrizione riporta che Ukondafu Kazufusa celebrò ad Angkor il Capodanno Khmer nel 1632.

## Cultura e società

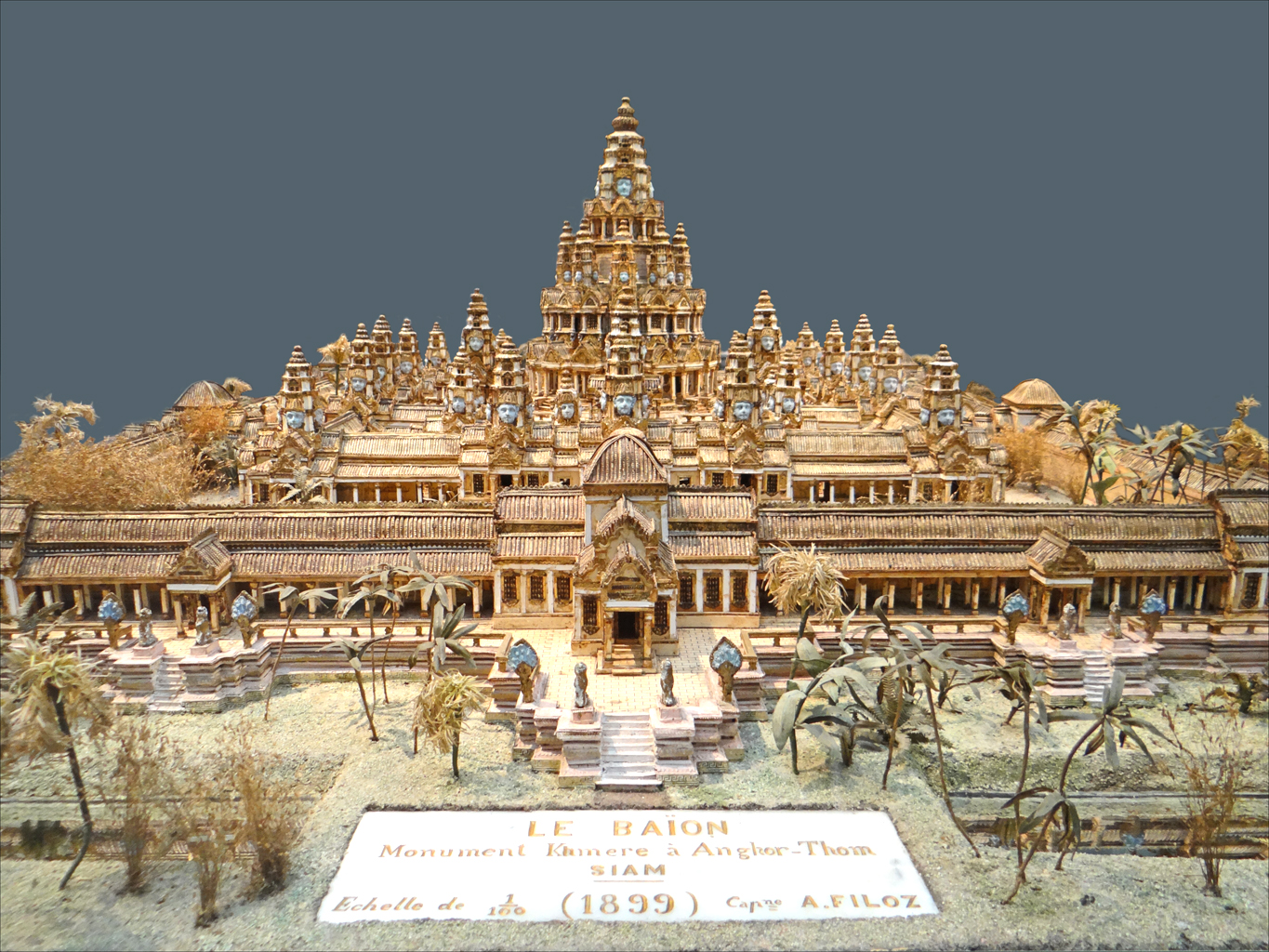
Ricostruzione di Prasat Bayon, il centro di Angkor Thom.

Molto di ciò che è noto dell'antica società Khmer proviene dai numerosi bassorilievi e anche dai resoconti cinesi di prima mano di Zhou Daguan, che forniscono informazioni sulla Cambogia del XIII secolo e prima. I bassorilievi dei templi di Angkor, come quelli di Bayon, descrivono la vita quotidiana dell'antico regno Khmer, comprese scene di vita del palazzo, battaglie navali sul fiume o sui laghi e scene comuni del mercato.

### Economia e agricoltura
Gli antichi Khmer erano una comunità tradizionalmente agricola, che dipendeva fortemente dalla risicoltura. I contadini, che costituivano la maggioranza della popolazione del regno, piantarono riso vicino alle rive del lago o del fiume, nelle pianure irrigate che circondavano i loro villaggi, o sulle colline quando le pianure furono allagate. Le risaie furono irrigate da un sistema idraulico massiccio e complesso, tra cui reti di canali e baray o giganteschi serbatoi d'acqua. Questo sistema ha permesso la formazione di comunità di coltivatori di riso su larga scala che circondano le città Khmer. Palme da zucchero, alberi da frutta e ortaggi sono stati coltivati nei frutteti dai villaggi, fornendo altre fonti di prodotti agricoli come lo zucchero di palma, il vino di palma, il cocco, i vari frutti tropicali e le verdure.

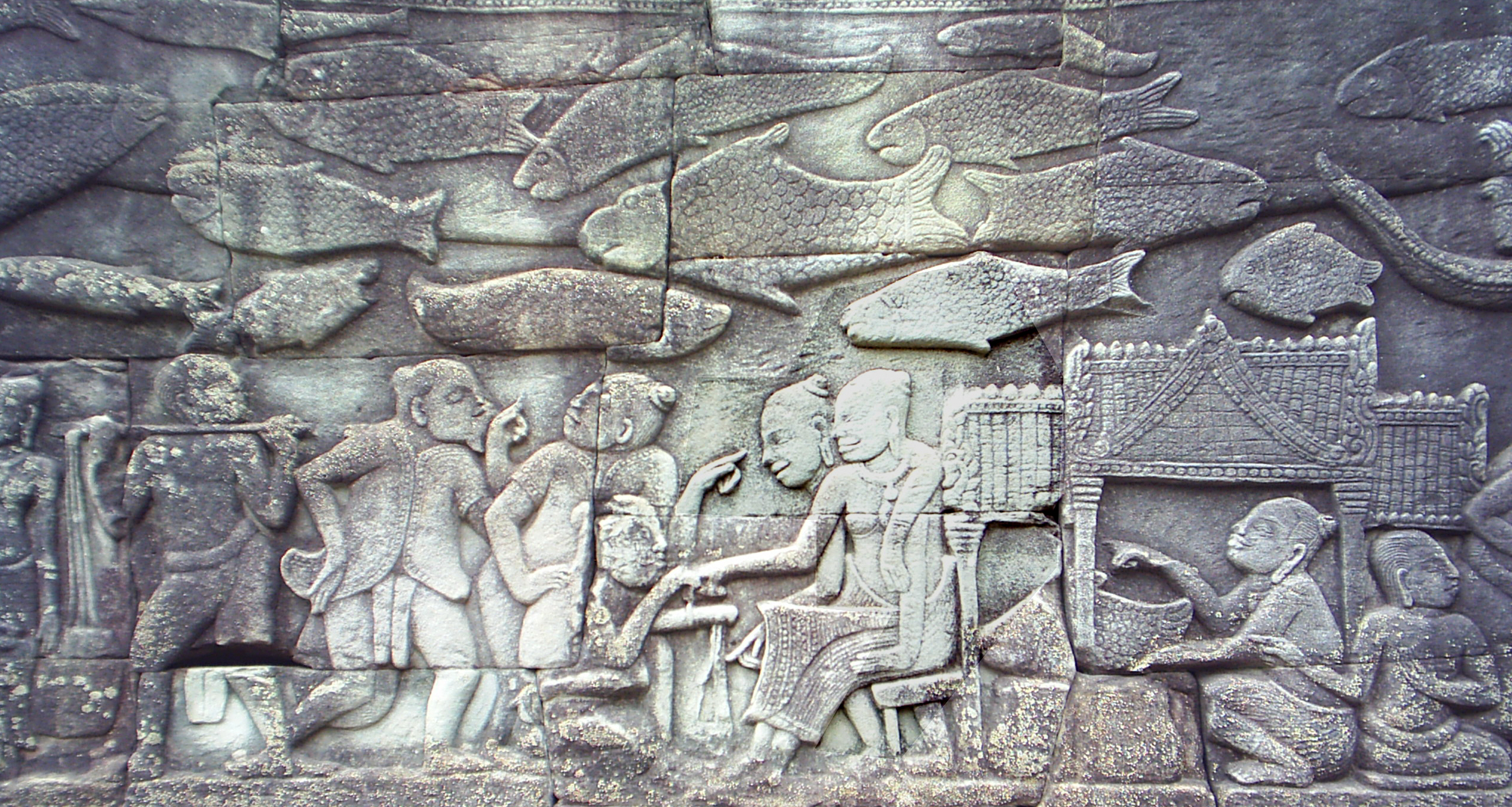
Mercato Khmer di Bayon.

Situato vicino all'enorme lago Tonlé Sap, e anche vicino a numerosi fiumi e stagni, molti Khmer facevano affidamento sulla pesca d'acqua dolce per la loro vita. La pesca ha dato alla popolazione la principale fonte di proteine, che è stata trasformata in pasta di pesce essiccata al vapore o arrostita o al vapore avvolta in foglie di banana. Il riso era il principale alimento insieme al pesce. Altre fonti di proteine comprendevano maiali, bovini e pollame, che erano tenuti sotto le case dei contadini, che erano su palafitte per proteggerli dalle inondazioni.
Il mercato di Angkor non conteneva edifici permanenti; era una piazza aperta dove i mercanti sedevano per terra su stuoie di paglia intrecciate e vendevano le loro merci. Non c'erano tavoli o sedie. Alcuni commercianti si proteggevano dal sole con semplici parasole ricoperti di paglia. Un certo tipo di tassa o affitto veniva prelevato dai funzionari per ogni spazio occupato dai commercianti sul mercato. Il commercio e l'economia nel mercato di Angkor erano principalmente gestiti da donne.
Descrizione di Zhou Daguan delle donne del mercato di Angkor:
"Le persone locali che sanno come commerciare sono tutte donne. Quindi, quando un cinese va in questo paese, la prima cosa che deve fare è prendere una donna, in parte con l'intento di trarre profitto dalle sue capacità commerciali. Le donne invecchiano molto velocemente, senza dubbio perché si sposano e partoriscono quando sono troppo giovani. Quando hanno venti o trenta anni, sembrano donne cinesi che hanno quaranta o cinquanta anni. Il ruolo delle donne nel commercio e nell'economia dell'impero Khmer suggerisce che godevano di diritti e libertà significativi. La loro pratica di sposarsi presto potrebbe aver contribuito all'alto tasso di fertilità e all'enorme popolazione del regno."

### Società e politica

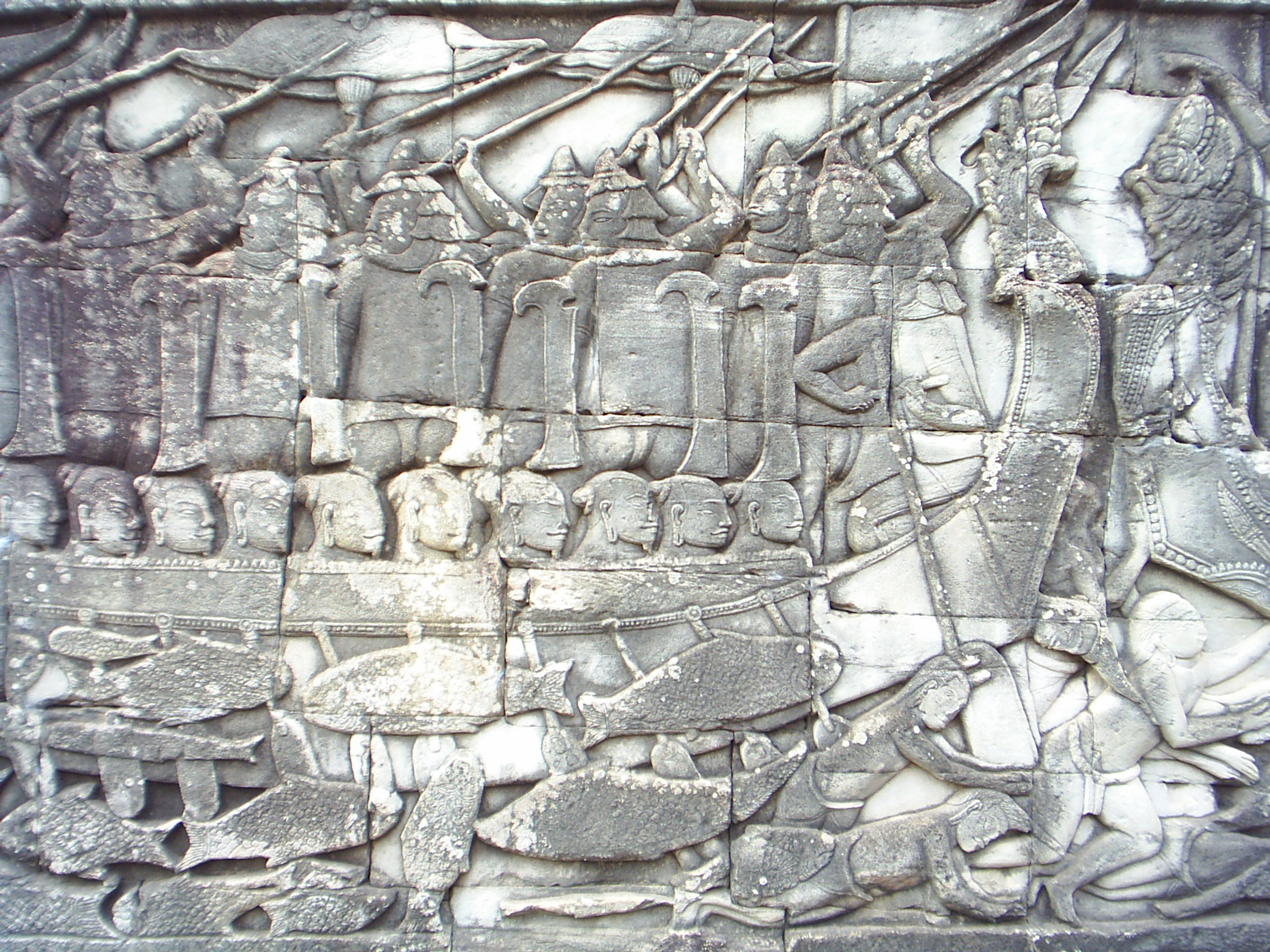
Battaglia navale contro i Chăm, Bayon.

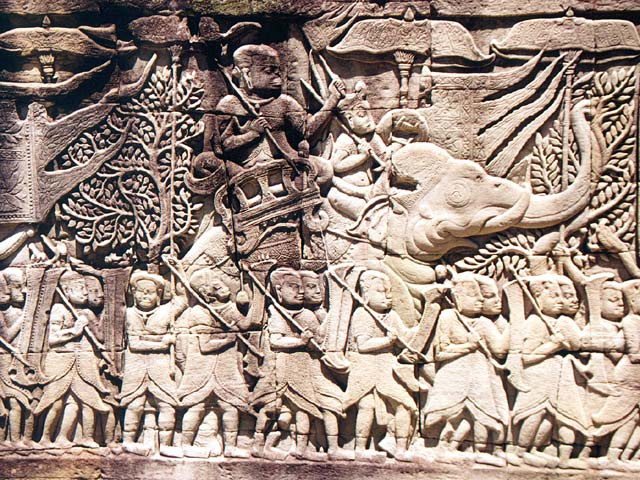
Esercito Khmer in marcia, raffigurato a Bayon.

L'impero Khmer era fondato su vaste reti di comunità agricole dedite al riso. Una gerarchia di insediamenti distinti è presente nella regione. I piccoli villaggi erano raggruppati attorno a centri regionali, come quello di Phimai, che a sua volta inviava i loro beni a grandi città come Angkor in cambio di altri beni, come la ceramica e gli oggetti del commercio estero dalla Cina. Il re e i suoi funzionari erano al comando della gestione dell'irrigazione e della distribuzione dell'acqua, che consisteva in un'intricata serie di infrastrutture idrauliche, come canali, fossati e enormi serbatoi chiamati barays. La società era organizzata secondo una gerarchia che rifletteva il sistema delle caste indù (Varna), dove i popolani - coltivatori di riso e pescatori - costituivano la grande maggioranza della popolazione. Gli kshatriya - regnanti, nobili, signori della guerra, soldati e guerrieri - formarono un'élite e autorità governative. Altre classi sociali includevano brahmini (preti), commercianti, artigiani come carpentieri e scalpellini, vasai, lavoratori del metallo, orafi e tessitori, mentre al livello sociale più basso vi sono schiavi.
I vasti progetti di irrigazione hanno fornito eccedenze di riso che potrebbero sostenere una grande popolazione. La religione di stato era induista ma influenzata dal culto di Devaraja, elevando i re Khmer come dei in terra, attribuita all'incarnazione di Visnù o Shiva. In politica, questo status era visto come la giustificazione divina di un la regola del re, il culto permise ai re Khmer di imbarcarsi in imponenti progetti architettonici, costruendo maestosi monumenti come Angkor Wat e Bayon per celebrare il dominio divino del re sulla terra.
Il re era circondato da ministri, ufficiali di stato, nobili, canoni, donne del palazzo e servi, tutti protetti da guardie e truppe. La capitale di Angkor e la corte reale dei Khmer erano famose per le grandi cerimonie, con molte feste e rituali che si tengono in città. Anche quando viaggiava, il re e il suo entourage creavano un certo spettacolo, come descritto nel racconto di Zhou Daguan.
La descrizione di Zhou Daguan di una processione reale di Indravarman III:
"Quando il re esce, le truppe sono a capo della [sua] scorta; poi vengono bandiere, striscioni e musica. Le donne del palazzo, numerate da tre a cinquecento, con indosso un panno fiorito, con i fiori nei capelli, tengono le candele nelle loro mani e formano una troupe. Anche in pieno giorno, le candele sono accese. Poi arrivano altre donne del palazzo, con l'armamentario reale fatto di oro e argento... Poi arrivano le donne del palazzo che portano lance e scudi, con le guardie private del re. I carri trainati da capre e cavalli, tutti in oro, vengono dopo. Ministri e principi sono montati su elefanti, e di fronte a loro si possono vedere, da lontano, i loro innumerevoli ombrelli rossi. Dopo di loro vengono le mogli e le concubine del re, nei palanchini, nelle carrozze, a cavallo e sugli elefanti. Hanno più di cento parasoli, chiazzati d'oro. Dietro di loro arriva il sovrano, in piedi su un elefante, con in mano la spada sacra. Le zanne dell'elefante sono incastonate in oro."
La descrizione di Zhou Daguan del guardaroba del re Khmer:
"Solo il sovrano può vestirsi con un disegno floreale all-over... Intorno al collo indossa circa tre libbre di grandi perle. Ai suoi polsi, caviglie e dita ha braccialetti d'oro e anelli tutti fissati con gli occhi di gatto... Quando esce, tiene in mano una spada d'oro [di stato]."
I re Khmer erano spesso coinvolti in una serie di guerre e conquiste. La grande popolazione di Angkor permise al regno di sostenere eserciti di grande levatura, che a volte furono schierati per conquistare principati o regni vicini. Serie di conquiste furono portate a espandere l'influenza del regno sulle aree che circondano Angkor e Tonle Sap, la valle del Mekong e il delta e le terre circostanti. Alcuni re Khmer intrapresero le conquiste militari e la guerra contro i vicini Champa, Dai Viet e i signori della guerra tailandesi. Anche i re Khmer e le famiglie reali erano spesso coinvolti in una incessante lotta per il potere su successioni o rivalità sui principati.

### Religione

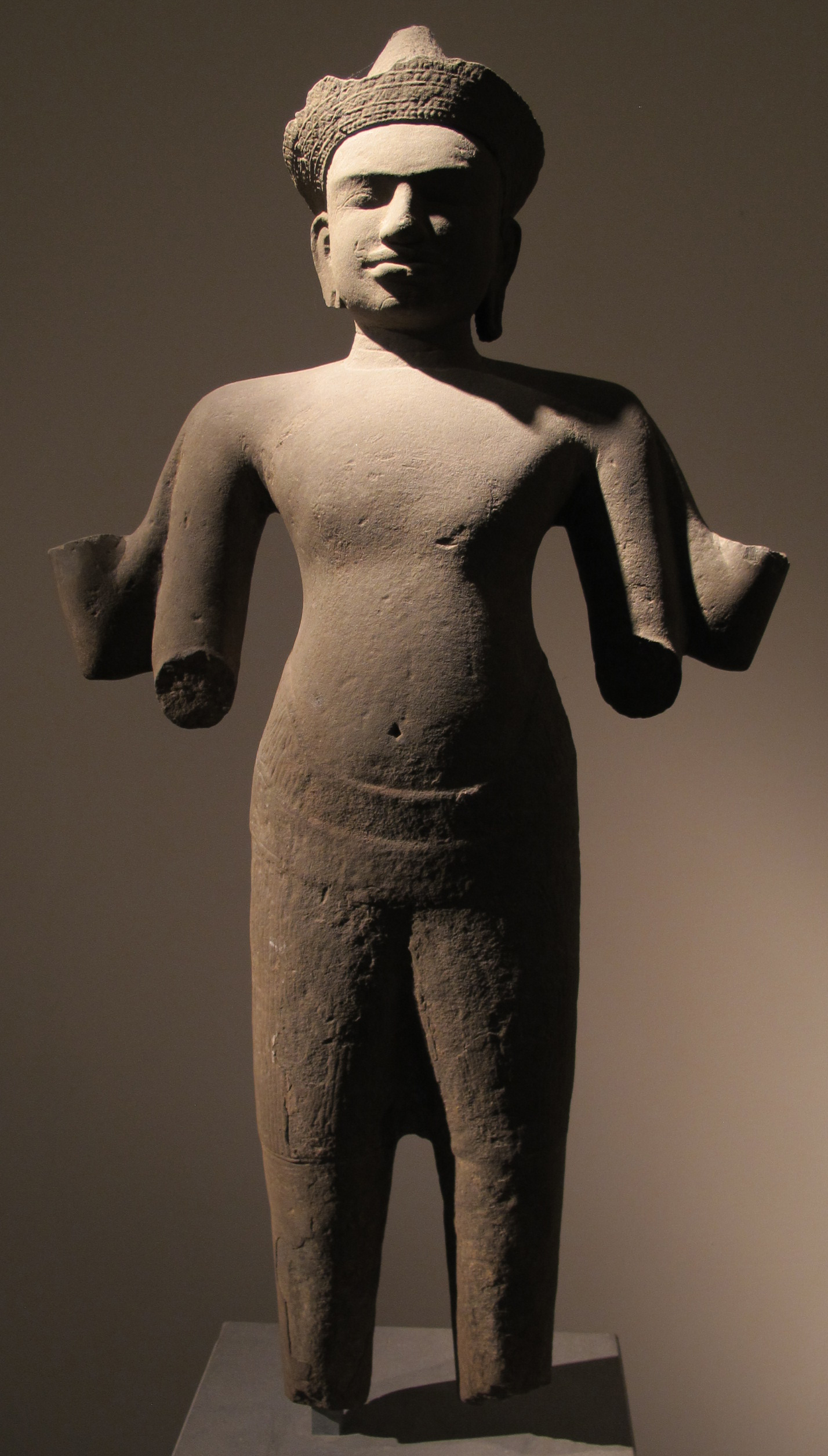
Vishnu, stile Baphuon.

La religione principale era l’induismo, seguita da Buddismo in popolarità. Inizialmente il regno riveriva l'induismo come principale religione di stato. Visnù e Shiva erano le divinità più venerate, adorate nei templi Khmer Indù. Templi come Angkor Wat erano in realtà noti come "Preah Pisnulok" ("Vara Vishnuloka" in sanscrito) o il regno di Vishnu, per onorare il re postumo Suryavarman II come Vishnu.
Cerimonie e rituali indù erano eseguiti da brahmini (sacerdoti indù), di solito solo tra le élite dominanti della famiglia del re, i nobili e la classe dominante. Le religioni ufficiali dell'impero comprendevano Induismo e Buddhismo Mahāyāna fino a Buddhismo Theravada che prevalse, anche tra le classi inferiori, dopo la sua introduzione dalla Sri Lanka nel XIII secolo.

### Cultura e stile di vita

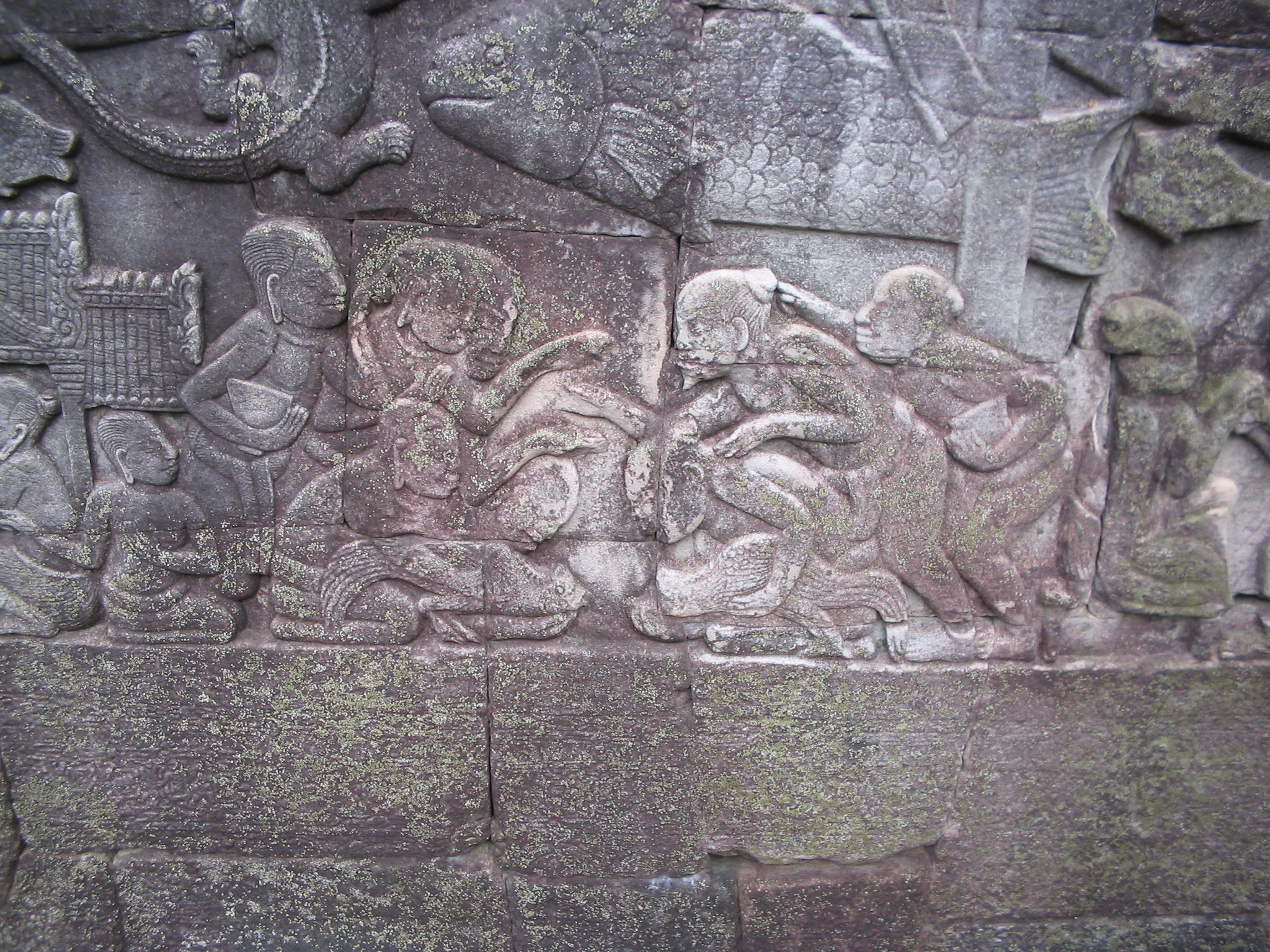
Combattimenti tra galli a Bayon.

La descrizione di Zhou Daguan delle case Khmer:
Le case degli agricoltori erano situate vicino alle risaie ai margini delle città. Le pareti delle case erano fatte di bambù intrecciato, con tetti di paglia, ed erano su palafitte. Una casa era divisa in tre stanze da mura di bambù intrecciate. Una era la camera da letto dei genitori, un'altra era la camera da letto dei figli, e la più grande era la zona giorno. I figli dormivano ovunque potessero trovare spazio. La cucina era sul retro o in una stanza separata. Nobili e re vivevano nel palazzo e in case molto più grandi della città. Erano fatti degli stessi materiali delle case dei contadini, ma i tetti erano scandole di legno e avevano disegni elaborati e altre stanze.
La gente comune indossava un sampot in cui la parte anteriore era disegnata tra le gambe e fissata dietro da una cintura. Nobili e re portavano tessuti più raffinati. Le donne indossavano una striscia di stoffa per coprire il petto, mentre le donne nobili ne avevano una allungata che andava a tracolla. Uomini e donne indossavano un Krama. Oltre alle rappresentazioni della battaglia e alle conquiste militari dei re, i bassorilievi di Bayon raffigurano la banale quotidianità della gente comune Khmer, comprese scene del mercato, pescatori, macellai, persone che giocano a un gioco di scacchi, e il gioco d'azzardo durante i combattimenti di galli.

### Esercito

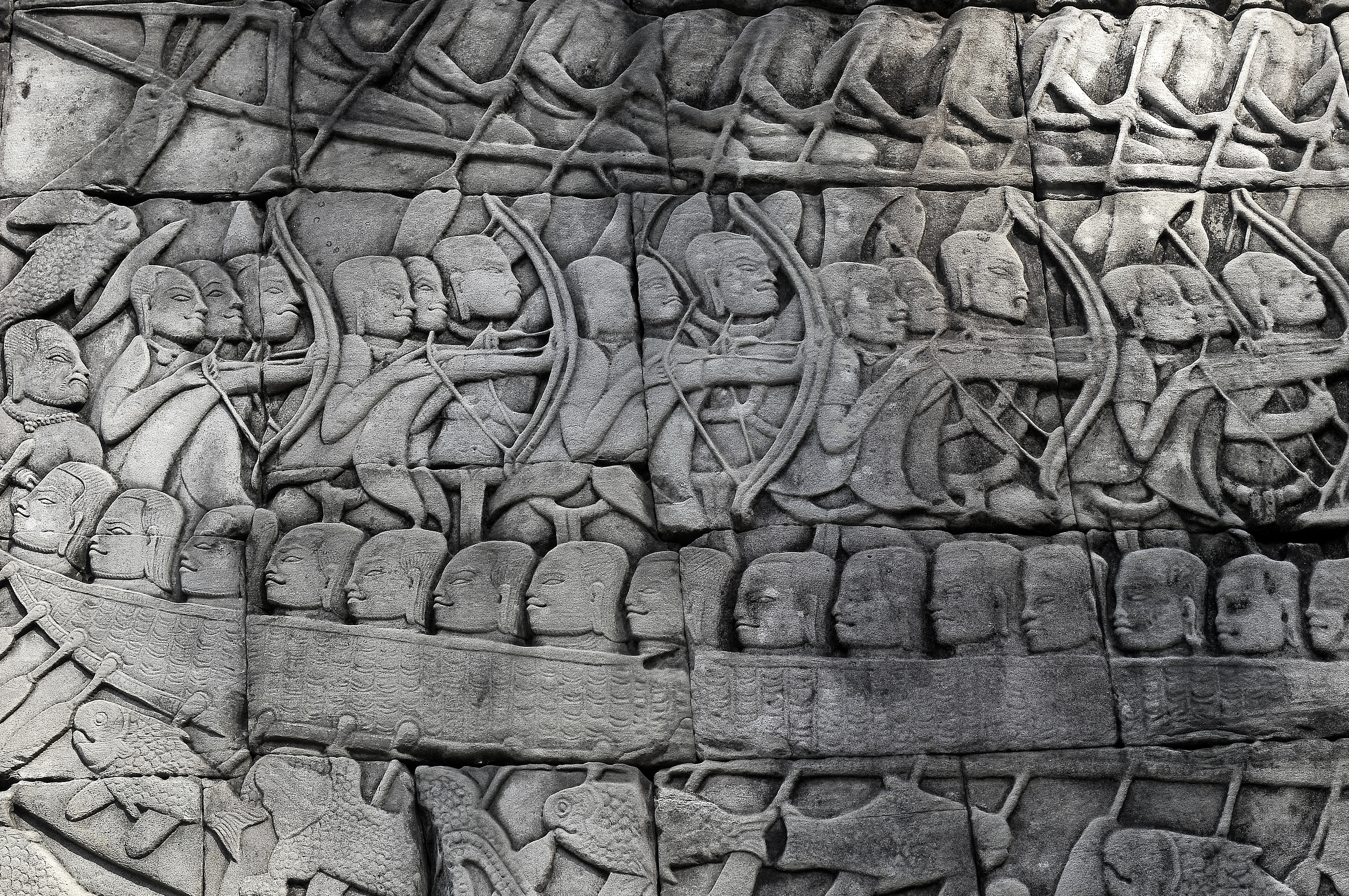
Un bassorilievo raffigurante fanti di marina Khmer con arco e frecce - Bayon (XII/XIII secolo).

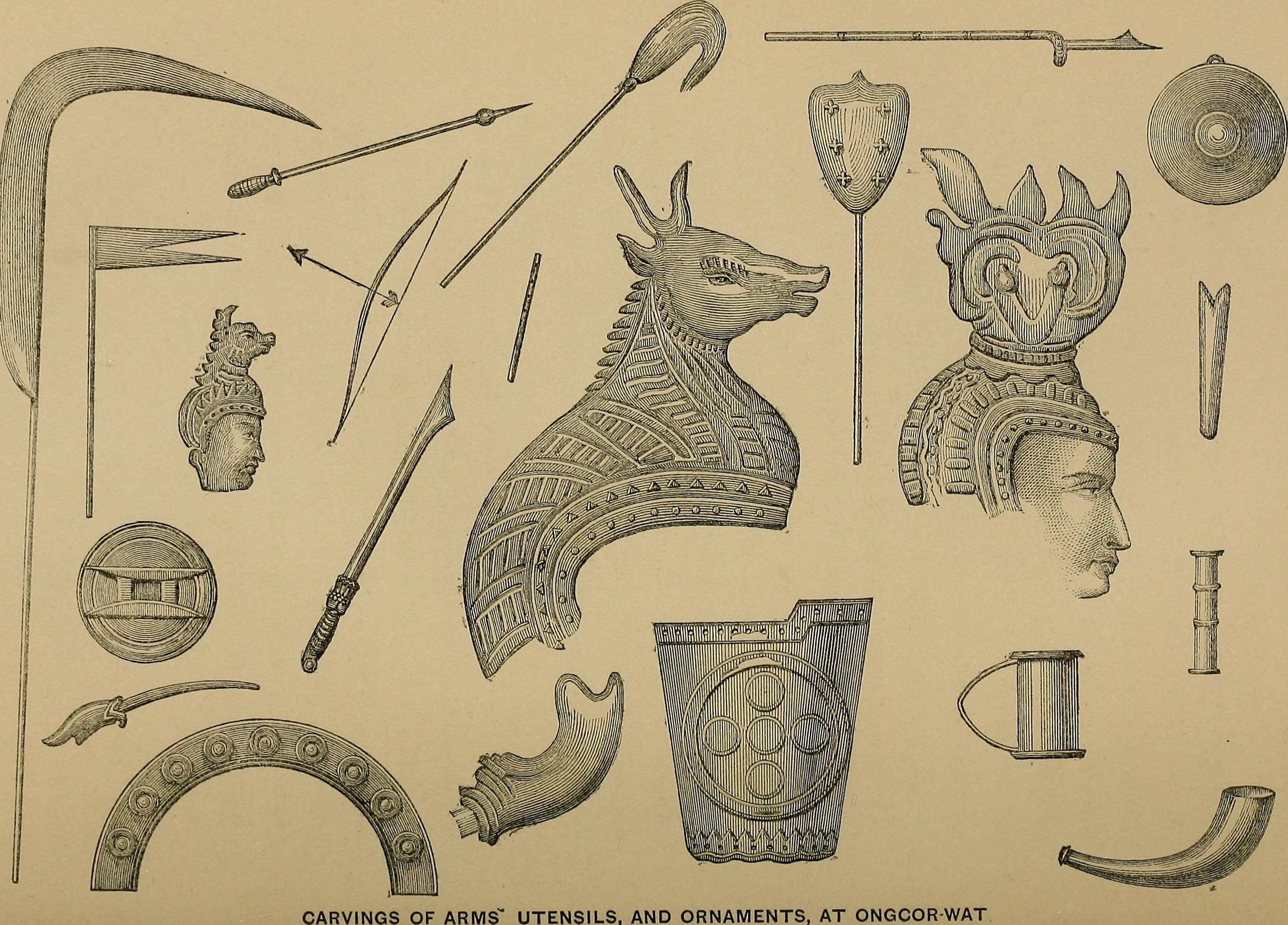
Elmetti, armi e corazze Khmer - ill. di Henri Mouhot dai rilievi di Angkor Wat.

Secondo il viaggiatore cinese Zhou Daguan, che soggiornò a Yaśodharapura tra il 1296 e il 1297, il Regno di Sukhothai devastò le terre Khmer in ripetute guerre. Secondo Zhou, i soldati Khmer combattevano nudi e scalzi, brandendo solo lancia e scudo. Non usavano archi e frecce (sebbene, in alcuni casi, li usassero nella guerra navale), trabucchi, corazze o elmi. Quando Sukhotai attaccò, alla gente comune fu ordinato di affrontarli senza strategia o preparazione. I Khmer avevano balestre a doppio arco montate su elefanti che, secondo Michel Jacq Hergoualc'h, erano elementi dei mercenari Cham nell'esercito di Jayavarman VII.
In termini di fortificazioni, Zhou ha descritto le mura di Angkor Thom come lunghe 10 chilometri di circonferenza, con cinque porte, ciascuna doppia, circondate da un ampio fossato attraversato da ponti. I muri formavano un quadrato esatto, erano di pietra e così fitti che non vi crescevano erbacce negli interstizi, erano alti circa 6-7 metri e inclinati dall'interno, abbastanza spessi da contenere camere ma privi di merlatura e con solo una singola torre in pietra su ciascuno dei quattro lati. Erano pattugliati da guardie ma i cani non vi erano ammessi. Secondo una tradizione orale raccontata a Henri Mouhot, l'impero Khmer aveva un esercito permanente di 5-6 milioni di soldati.

## I regnanti
Lista cronologica dei regnanti, del titolo e del titolo postumo (ove conosciuto):
- 802-850: Jayavarman II (Paramesvara)
- 854-877: Jayavarman III (Vishnuloka)
- 877-889: Indravarman I (Isvaraloka)
- 889-910: Yasovarman I (Paramasivaloka)
- 910-923: Hashavarman I (Rudraloka)
- 923-928: Isanavarman II (Paramarudraloka)
- 928-941: Jayavarman IV (Paramasivapada)
- 941-944: Harshavarman II (Vrahmaloka o Brahmaloka)
- 944-968: Rajendravarman (Sivaloka)
- 968-1001: Jayavarman V (Paramasivaloka)
- 1001-1002?: Udayadityavarman I
- 1002-1011?: Jayaviravarman
- 1001-1050: Suryavarman I (Narvanapala la)
- 1050-1066: Udayadityavarman II
- 1066-1080?: Harshavarman III (Sadasivapada)
- 1080-1107: Jayavarman VI (Paramakaivalyapada)
- 1107-1113: Dharanindravarman I (Paramanishkalapada)
- 1113-1150: Suryavarman II (Paramavishnuloka)
- 1150-1160: Dharanindravarman II
- 1160-1165/6: Yasovarman II
- 1181-1220?: Jayavarman VII (Mahaparamasaugatapada)
- 1220-1243: Indravarman II
- 1243-1295: Jayavarman VIII (abdicò) (Paramesvarapada)
- 1295-1308: Indravarman III?
- 1300-1307?: Srindravarman (abdicò)
- 1308-1327: Indrajayavarman
- 1330-1353: Lampong Reachea
- 1353-1357: interregno siamese con i viceré Chao Basath, Chao Baat e Chao Kambang-Pisey
- 1357-?: Soriyotei I
- 1371-?: Hou-eul-na
- 1404: Samtac Pra Phaya
- 1405: Samtac Chao Phaya Phing-ya
- 1405-1409: Nippean-bat
- 1409-1416: Lampong o Lampang Paramaja
- 1416-1425: Sorijovong, Sorijong or Lambang
- 1425-1429: Barom Racha, o Gamkhat Ramadhapati
- 1429-1431: Thommo-Soccorach o Dharmasoka
- 1432-1462: Ponhea Yat o Gam Yat